# Gressoney-La-Trinité
Gressoney-La-Trinité – miejscowość i gmina we Włoszech, w regionie Dolina Aosty, w dolinie Val di Gressoney w Alpach Pennińskich.
Według danych na styczeń 2009 gminę zamieszkiwały 303 osoby przy gęstości zaludnienia 4,6 os./1 km².